# Agnieszka Kłosińska-Nachin
Agnieszka Kłosińska-Nachin – polska literaturoznawczyni, doktor habilitowany nauk humanistycznych, pracownik naukowy Uniwersytetu Łódzkiego.

## Życiorys
W 1995 r. ukończyła studia filologii romańskiej na Uniwersytecie Łódzkim, w 1999 r. obroniła pracę doktorską pt. Monolog wewnętrzny. Technika narracyjna i wizja świata, której promotorem był dr hab. Zbigniew Naliwajek, w 2013 r. habilitowała się na podstawie pracy zatytułowanej Miguel de Unamuno i modernizm. Studium prozy.
Była zatrudniona w Wyższej Szkole Studiów Międzynarodowych w Łodzi, oraz w Instytucie Badań Literackich PAN.